# Salix lutea
Salix lutea är en videväxtart som beskrevs av Thomas Nuttall. Salix lutea ingår i släktet viden, och familjen videväxter. Inga underarter finns listade i Catalogue of Life.